# Szívesség Jokernek
A Szívesség Jokernek, második szinkronban Joker szívessége (eredeti cím: Joker's Favor) a Batman: A rajzfilmsorozat első évadjának hetedik része. Amerikában 1992. szeptember 11-én mutatták be.

## Cselekmény
Egy Charlie Collins nevű férfi idegesen megy haza a munkahelyéből, így véletlenül Gotham bűn bohóc hercegébe köt bele, Jokerbe. A mosolygós pszichopata nem öli meg, cserébe elveszi tőle a személyi igazolványán és megmondja neki, hogyha egyszer szüksége lesz rá, akkor számít rá. Természetesen Charlie nevet változtat és elköltözik a városból, azonban két évvel később mégis megtalálja őt Joker és megkéri, hogy segítsen őrült terve kivitelezésében. Terve az, hogy James Gordon rendőrfőnök számára partit rendeznek, és ő egy tortában beoson és egy gázzal lebénítja a rendőröket, majd felrobbantja őket. Charlie szerepe az, hogy kinyissa Jokernek és segédjének, a rendőrnek öltözött Harley Quinn-nek az ajtót. Terve meg is valósul, azonban Charlie tette előtt riasztja Batmant, így ő odaér és megmenti a rendőröket. Joker után maga Chralie ered, aki azzal fenyegeti, hogy felrobbantja, ha nem adja vissza az adatait. Joker félve a haláltól megteszi, amit kér, majd kiderül, hogy a bomba nem is volt valódi. Jokert és Harley-t az Arkhamba viszik, Charlie pedig visszatér normális életéhez.

## Szereplők
| Szereplő        | Eredeti hang    | Magyar hang        | Magyar hang        |
| Szereplő        | Eredeti hang    | 1. magyar változat | 2. magyar változat |
| --------------- | --------------- | ------------------ | ------------------ |
| Batman          | Kevin Conroy    | Rosta Sándor       | Sótonyi Gábor      |
| Joker           | Mark Hamill     | Kassai Károly      | Háda János         |
| Charlie Collins | Ed Begley Jr.   | Kárpáti Tibor      | Bácskai János      |
| Harley Quinn    | Arleen Sorkin   | Somlai Edina       | Mahó Andrea        |
| James Gordon    | Bob Hastings    | Szokolay Ottó      | Forgács Gábor      |
| Harvey Bullock  | Robert Costanzo | Melis Gábor        | Várkonyi András    |

## Harley Quinn
Harley Quinn karaktere ebben a részben debütált, mint Joker társa, és eredetileg csak ebben az epizódban szerepelt volna, azonban a sorozat későbbi részeiben is visszatért és szerelmi szál szövődött Joker és közte. Harley karaktere olyannyira népszerű lett, hogy a képregényekben is elkezdett szerepelni, majd később saját képregénysorozatot is kapott. A szereplő videojátékokban és filmekben is feltűnt, köztük a Suicide Squad – Öngyilkos osztag élőszereplős filmben is szerepet kapott, Margot Robbie  által játszva.